# Monte Sokbaro
O monte Sokbaro (ou monte Sagbarao) é um monte situado sobre a fronteira Benim-Togo e que constitui ponto mais alto do território do Benim. A sua altitude é de 658 metros. O monte é parte do maciço de quartzite dos montes Atakora.
O Monte Sokbaro está localizado na fronteira do departamento de Donga, no Benim, e da região de Kara, no Togo, perto da nascente dorio Mono. Fica a 58 km da cidade de Bassila.